# Edward Fry
Edward Fry, född 1827, död 1918, var en brittisk jurist.
Fry var medlem av Storbritanniens högsta domstol 1877-83, lord justice of appeal 1883-92, medlem av mellanfolkliga domstolen i Haag 1900-12. Fry anlitades mycket i offentliga värv, särskilt som skiljedomare i arbetsstrider och internationella tvistefrågar, bland annat Casablancaaffären 1909. Som författare har Fry behandlat juridik (Treatise on the specific performance of contract, 5:e upplagan 1911), religionsfilosofi och botanik (British mosses, 2:a upplagan 1908).